# اتاق هتل
اتاق هتل (انگلیسی: Hotel Room) سریال تلویزیونی درام آمریکایی است که در سه قسمت در شبکه اچ‌بی‌او از ۸ تا ۹ ژانویه ۱۹۹۳ پخش شد. تهیه‌کننده و همچنین کارگردان دو قسمت از این سریال دیوید لینچ است. تمام این قسمت‌ها در یک مکان در اتاق هتلی در نیویورک (شماره ۶۰۳ هتل ریلرود) به ترتیب در ۱۹۶۹، ۱۹۹۲ و ۱۹۳۶ رخ می‌دهند. قسمت‌های اول و سوم را بری گیفورد نوشته و لینچ آن‌ها را کارگردانی کرد؛ قسمت دوم را جی مک‌اینرنی نوشته و جیمز سینیورلی آن را کارگردانی کرد.